# Gerard Reve
Gerard Reve (Amsterdam, 14 december 1923 – Zulte, Oost-Vlaanderen, 8 april 2006), geboren als Gerard Kornelis van het Reve, was een Nederlands schrijver en dichter. Zijn bekendste werken zijn De avonden (roman, 1947), Werther Nieland (novelle, 1949), Op weg naar het einde (epistolair proza, 1963) en Nader tot U (proza, 1966). Samen met Harry Mulisch en Willem Frederik Hermans wordt hij tot De Grote Drie van de naoorlogse Nederlandse schrijvers gerekend. 
In de jaren 60 kwam het tot een herwaardering van zijn debuutroman uit 1947 De avonden, die vanaf 1962 meerdere herdrukken beleefde. Daarnaast had Reve in die periode succes met zijn geruchtmakende werken Op weg naar het einde (1963) en Nader tot U (1966), waarin hij zijn persoonlijke denkbeelden over religie en seksualiteit verwerkte. In 1966 vond ook het tegen Reve aangespannen zogeheten Ezel(s)proces plaats, over de vrijheid van meningsuiting en godslastering, een zaak die hij uiteindelijk won. Sinds de jaren 60 gold Reve als een prominente Nederlandstalige auteur.

## Levensloop

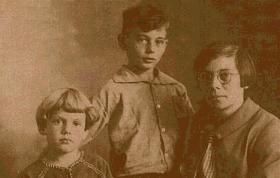
De broers en moeder Van het Reve rond 1929. Links zit Gerard.

Van het Reve werd geboren om half zes in de namiddag, in de Amsterdamse Van Hallstraat 25". Zijn ouders waren Gerard J.M. van het Reve, een schrijver en journalist, onder andere schrijvend onder de naam Gerard Vanter, en Janetta Jacoba (Nette) Doornbusch. Beide ouders waren overtuigde communisten; vader Van het Reve schreef jarenlang voor De Tribune, bezocht in 1922 een van de congressen van de Komintern in Moskou en organiseerde anti-fascistisch verzet. De latere slavist, Rusland-kenner en Leidse hoogleraar Karel van het Reve was Gerards oudere broer. Enkele jaren voor de geboorte van Karel was er al een vroeggestorven baby met dezelfde naam geboren.
Van het Reve groeide op in de wijk Betondorp in de Watergraafsmeer. Het gezin Van het Reve woonde er in de loop der tijd op drie verschillende adressen in de Ploegstraat (de toenmalige nummers 50 of 56, 57 en 85 boven). Hij verhuisde later met zijn ouders naar de Jozef Israëlskade in de Diamantbuurt, waar hij De avonden zou schrijven en situeren. Na een onvoltooide opleiding aan het Vossius Gymnasium in de jaren 1936-1940 bezocht hij tot 1943 de Grafische School in Amsterdam, waar hij een opleiding tot typograaf volgde.
In deze periode was hij in therapie bij de psychiater dr. C.J. Schuurman, in verband met psychische problemen die zelfs tot een zelfmoordpoging hadden geleid. Hij was destijds een wereldvreemde adolescent die in boekentaal sprak en in razernij kon uitbarsten tegen een leeftijdsgenoot die hem daarmee pestte. Tot 1947 had hij vervolgens verschillende baantjes, waaronder rechtbankverslaggever voor Het Parool, waar hij Simon Carmiggelt leerde kennen. Op 9 december 1948 trouwde Van het Reve met de dichteres Hanny Michaelis (1922-2007), een huwelijk dat tot 1959 zou duren. Gedurende zijn huwelijksjaren verbleef Van het Reve van 1952 tot 1957 in Engeland. Hij woonde in Londen, volgde cursussen toneelschrijven en werkte enkele maanden als verpleger in het National Hospital for Nervous Diseases. Ook maakte hij kennis met kunsthistoricus D.P. Walker die in zijn werk naar Van het Reve zou verwijzen als "MODB" ("my own darling boy"). Tijdens zijn verblijf in Engeland  besloot Van het Reve voortaan alleen nog in het Engels te schrijven. Een van de aanleidingen daarvoor was de in Nederland ontstane rel over het in 1951 – in het literair tijdschrift Podium gepubliceerde – verhaal Melancholia, waarin onder andere werd gerept van masturbatie en dat in strijd werd bevonden met 'de openbare orde en goede zeden'.

Terug in Nederland ging Van het Reve in Amsterdam samenwonen met Wim Schuhmacher, die in zijn werk figureert als 'Wimie'.

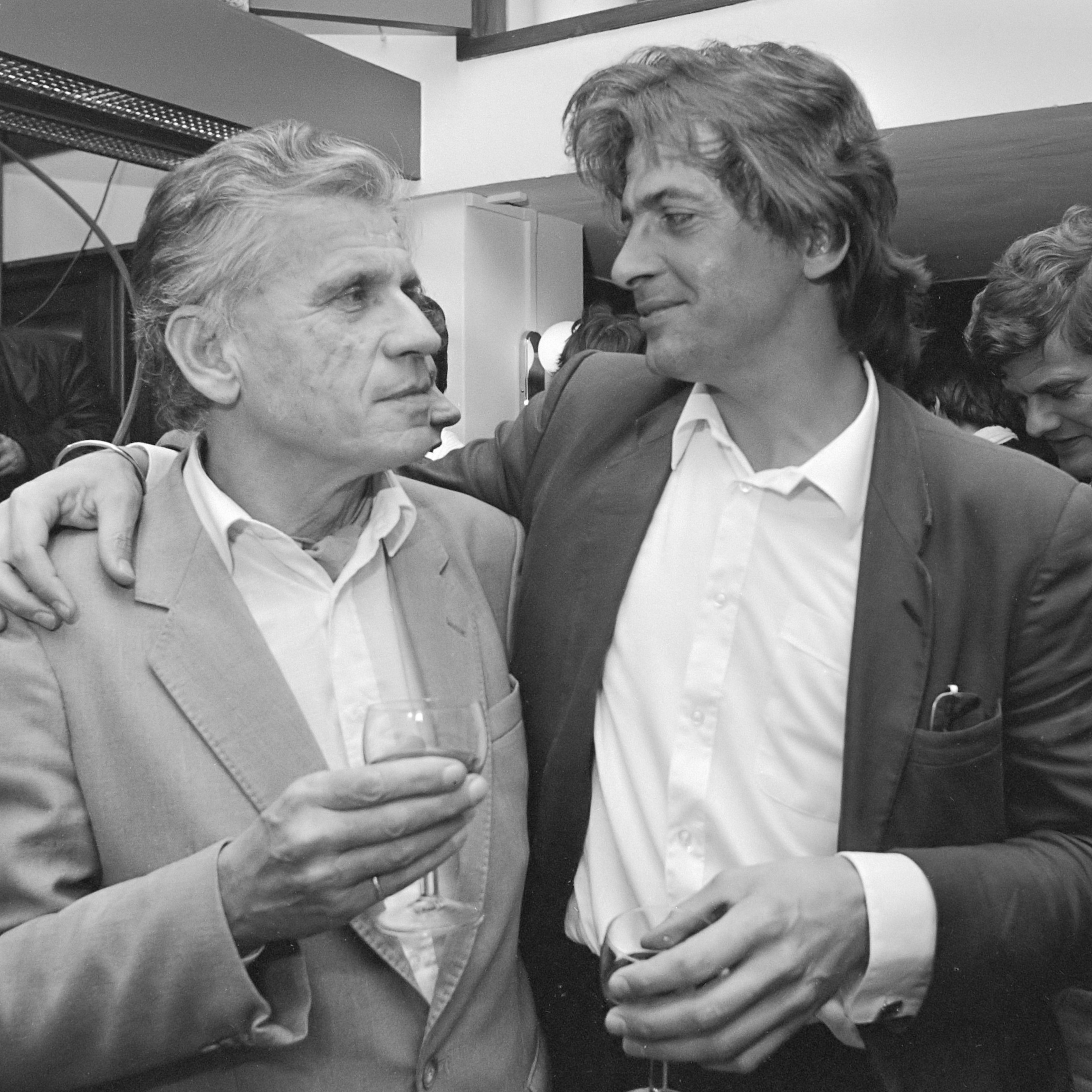
Gerard Reve en Joop Schafthuizen (1984)

In 1964 verhuisde hij naar het Friese Greonterp, waar hij samenwoonde met een nieuwe levenspartner, Willem Bruno van Albada ('Teigetje') en later tevens met 'Woelrat' (Henk van Manen), die later met elkaar getrouwd zijn. Hij noemde zijn huis in Greonterp 'Huize Het Gras'. Na van 1966 tot 1974 in resp. Amsterdam, Veenendaal en Weert te hebben gewoond, vestigde hij zich in 1974 in het Franse dorp Le Poët-Laval, waar hij vanaf 1975 samenwoonde met Joop Schafthuizen ('Matroos Vos') en comprimeerde hij zijn achternaam tot Reve. In later jaren verbleven Reve en Schafthuizen afwisselend in Frankrijk en in Nederland, in Schafthuizens woonplaats Schiedam. In 1993 gaven zij de woning in Nederland op en vestigden zich in het Vlaamse Machelen-aan-de-Leie, in de voormalige doktersvilla van de schoonzoon van de Vlaamse schrijver Stijn Streuvels.
Een bijzondere activiteit van de schrijver was in 1991 het integraal voorlezen – gedurende tien uur – voor de radio van zijn roman De avonden.
Vanaf 1997 leed Reve aan de ziekte van Alzheimer. Na een hartoperatie in 1998 ging hij erg achteruit. Vanaf december 1999 schreef hij niet meer. Reve verbleef vanaf mei 2004 in een verpleeghuis en overleed op 8 april 2006 om 20.45 uur op 82-jarige leeftijd in verpleeghuis Sint-Vincentius in Zulte. Zijn laatste levenspartner Joop Schafthuizen, die voor Reve gezorgd heeft tot aan het eind van diens leven, verklaarde daags na Reves overlijden in de media dat “voor Gerard nu de rust gekomen was die zo nodig was”, hiermee refererend aan de ziekte van de schrijver.

### Begrafenis

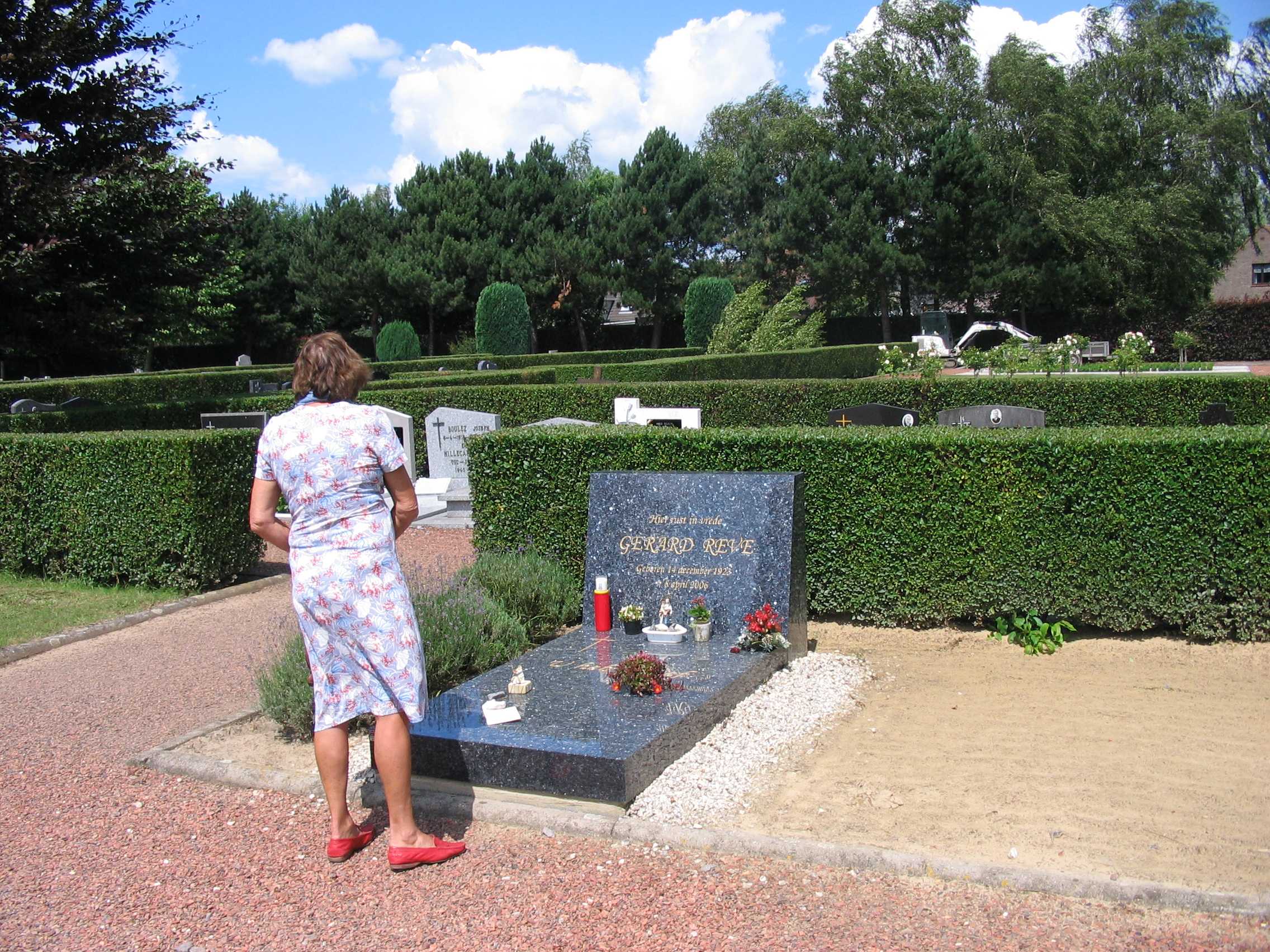
Het graf van Reve

Reve werd op 15 april 2006 begraven op de Nieuwe Begraafplaats aan de Hoevestraat in Machelen-aan-de-Leie. Voor de teraardebestelling vond een uitvaartdienst plaats in de parochiekerk Sint Michiel Cornelius en Ghislenius.
Hierbij sprak pastoor Gabriël Desmaele een homilie uit. Reve had een speciale plek voor ogen in een hoek van de begraafplaats, maar hij werd begraven op het zogenaamde 'ereperk' in het midden van de begraafplaats. In dat perk was in 1982 al een man begraven die was verdronken, terwijl hij een kind van de verdrinkingsdood redde. In november 2006 werd het simpele houten kruis dat direct na de begrafenis geplaatst was, vervangen door een blue-pearl granieten grafmonument met daarop de tekst: Hier rust in vrede Gerard Reve. Op de liggende steen staat U heb ik lief.

### Geboortedatum
Volgens Schafthuizens boek Album Gerard Reve werd Reve op 13 december geboren. Uit bijgeloof werd hij op 14 december geregistreerd in het geboorteregister. Reve had liever de 12e als geboortedatum gehad, "want nu liep de dood voortdurend hijgend achter hem aan".

### Pseudoniemen
Gerard Kornelis van het Reve publiceerde De avonden aanvankelijk onder het pseudoniem Simon van het Reve, maar al bij de derde druk werd dit pseudoniem door zijn eigen naam vervangen. Tot 1973 schreef hij als Gerard Kornelis van het Reve. In de loop van dat jaar vereenvoudigde hij zijn naam tot Gerard Reve en zo is hij definitief bekend gebleven. Bij Koninklijk Besluit werd dit ook zijn burgerlijke naam. (Als parodie hierop verkortten Kees van Kooten en Wim de Bie hun naam één seizoen lang tot 'Koot en Bie'. Maar ook zij kwamen er daarna niet meer vanaf.)
Ook gebruikte Reve incidenteel enkele mystificerende pseudoniemen, zoals R.J. Gorré Mooses en het anagram Darger Taveherven.

## Literair oeuvre

### Terugkeer
In 1940 gaf Reve in eigen beheer de dichtbundel Terugkeer uit, hetgeen pas in de jaren tachtig bekend werd en in eerste instantie zelfs niet werd geloofd. Toen er een authentiek exemplaar van de dichtbundel opdook, kwam de erkenning dat dit Reves literaire debuut was geweest.

### De ondergang van de familie Boslowits
De novelle De ondergang van de familie Boslowits verscheen voor het eerst in het tijdschrift Criterium, in het nummer van december 1946. Een zelfstandige uitgave volgde pas in 1950. Simon, de ik-verteller, en zijn familie zijn kennissen van de familie Boslowits, die het slachtoffer wordt van de Jodenvervolging. Het verhaal beslaat ongeveer de periode 1931-1943 en beschrijft stap voor stap hoe het net zich rond de familie sluit, ten gevolge van de maatregelen van de bezetter. Reve gebruikt een opmerkelijke verteltechniek, waarbij de dreiging die de familie boven het hoofd hangt nooit expliciet wordt benoemd en ook het woord 'Jood' nooit valt. Niet alleen de personages onderling, ook de verteller stelt het gevaar hooguit indirect aan de orde, hetgeen een beklemmend effect sorteert. De novelle eindigt ermee dat twee Nederlandse agenten moeder Jaanne en zoon Hans van huis ophalen, andere zoon Otto wordt weggevoerd bij de ontruiming van Het Apeldoornse Bos en vader Hans op zijn onderduikadres zelfmoord pleegt.

### De avonden
Op 1 november 1947 publiceerde Reve (toen nog schrijvend onder de naam Simon van het Reve) zijn eerste, (en tevens laatste echte) roman, die nog steeds geldt als een klassiek werk van de Nederlandse literatuur. De avonden met als ondertitel een winterverhaal heeft geen plot, en beschrijft de laatste tien dagen van 1946, in de beleving van de jonge kantoorklerk Frits van Egters. Reeds als manuscript was het boek bekroond met de Reina Prinsen Geerligsprijs. Het is de beroemdste naoorlogse roman van Nederland geworden.

### Werther Nieland
Net als in De ondergang van de familie Boslowits gebruikt Reve in Werther Nieland (1949) de techniek die hij zelf weleens omschreef als 'noteren zonder te interpreteren'. In beide novellen wordt de belevingswereld van een kind tegenover de 'onbegrijpelijke' wereld van de volwassenen gezet. De elfjarige Elmer in Werther Nieland krijgt geen greep op de werkelijkheid die hem omringt. Hij vermoedt dat er een verband bestaat tussen allerlei afzonderlijke gebeurtenissen, maar omdat hij nog onvoldoende van de wereld begrijpt, neemt dat verband in zijn beleving de proporties van iets geheims en toverachtigs aan. Een van de dingen die hij niet begrijpt, is het ongewone gedrag van Werther Nielands moeder. Om zich teweer te stellen tegen het onbegrepene, houdt hij zich bezig met het oprichten van geheime clubs en het uitvoeren van zelfbedachte rituelen, die vaak met het doden van dieren gepaard gaan. Reve zelf vond Werther Nieland zijn beste werk, beter dan De avonden.

### Later werk
Na deze vroege werken en een daaropvolgende periode waarin hij allerlei verschillende genres en mogelijkheden uitprobeert (inclusief een uitstapje naar het schrijven in het Engels), draagt Reves reis naar Edinburgh in 1962 bij tot zijn keuze voor de brief als een voor hem bij uitstek geschikt genre. In 1963 verschijnt het eerste van Reves vele brievenboeken: Op weg naar het Einde, in 1966 gevolgd door Nader tot U. Op het persoonlijke vlak heeft Reve dan al een ingrijpende ontwikkeling doorgemaakt: tijdens het verblijf in Engeland en Schotland komt hij, aldus Reve-kenner Jos Paardekooper, 'tot de conclusie dat hij altijd voor God op de vlucht is geweest'. Op zijn bekering tot het christendom volgt in 1966 zijn toetreding tot de Rooms-Katholieke Kerk. In de eerste helft van de jaren zestig begint hij ook in het reine te komen met zijn homoseksuele fantasieën waarin religie, dood en erotiek sterk met elkaar verbonden zijn. Duidelijkheid over deze persoonlijke ontwikkeling bieden de Brieven aan Wimie uit deze periode, in 1980 gepubliceerd en de Brieven aan Josine M. (geschreven tussen 1959 en 1975) die in 1981 werden uitgebracht en waarvan in 1994 een aanzienlijk uitgebreide heruitgave verscheen.
Romans met een sterk autobiografisch karakter waarin Reve ook teruggrijpt op gebeurtenissen uit het verleden zijn Oud en eenzaam uit 1978 (waarin zijn verblijf in Londen en de communistische jeugdkampen die hij als kind bezocht een belangrijke rol spelen) en Moeder en zoon uit 1980. Dit laatste boek is het relaas van zijn ontwikkelingsgang tot het katholicisme en van zijn liefde voor de minnaar die als 'Matroos Vos' (ook wel: 'Matroos Vosch') in zijn werk een plaats krijgt.

### Het Boek Van Violet En Dood
Reeds in de jaren zestig kondigde Reve aan een werk getiteld Het boek van het violet en (van) de dood te willen schrijven. Dat moest het "Grote Werk" worden, "dat elke kunstenaar éenmaal hoopt te maken om zichzelf te rechtvaardigen." Vele malen liet hij weten bezig te zijn met dit mythische boek, dat – in zijn eigen woorden – alle andere boeken overbodig zou maken, met uitzondering van het telefoonboek en de Bijbel. In 1980 verscheen er zelfs een dummy met de titel Het boek van het violet en de dood, maar het uiteindelijke boek werd later dat jaar gepubliceerd onder de titel Moeder en zoon. In 1996 verscheen de reeds zo lang in het vooruitzicht gestelde roman dan toch, onder de iets gewijzigde titel Het Boek Van Violet En Dood.
In dit werk bekent Reve ronduit dat hij reeds sinds zijn jongensjaren aan een neurose lijdt, die verband zou houden met zijn seksuele geaardheid. De rode draad in de roman is het overlijden na een verkeersongeluk van de 27-jarige zoon van de buurvrouw van de schrijver in Frankrijk. Tijdens de begrafenis van het slachtoffer dwalen de gedachten van de verteller-schrijver voortdurend af. Hij denkt aan andere jongens en mannen rond wie hij erotische fantasieën heeft gesponnen, maar die de dood inmiddels tot zich heeft genomen. Verder mijmert hij over de troost die het katholieke geloof biedt en tussen de bedrijven door vereffent hij, vaak zeer komisch, nog een aantal rekeningen. De schrijvers Rudy Kousbroek, Remco Campert, Renate Rubinstein en Maarten Biesheuvel zijn enkele van de slachtoffers. Bovendien 'onthult' Reve in dit boek dat hij de zoon zou zijn van een Noorse zee-officier en dat zijn bekende broer Karel van het Reve slechts een halfbroer is.

### Rumoer en erkenning

#### Het Ezelproces

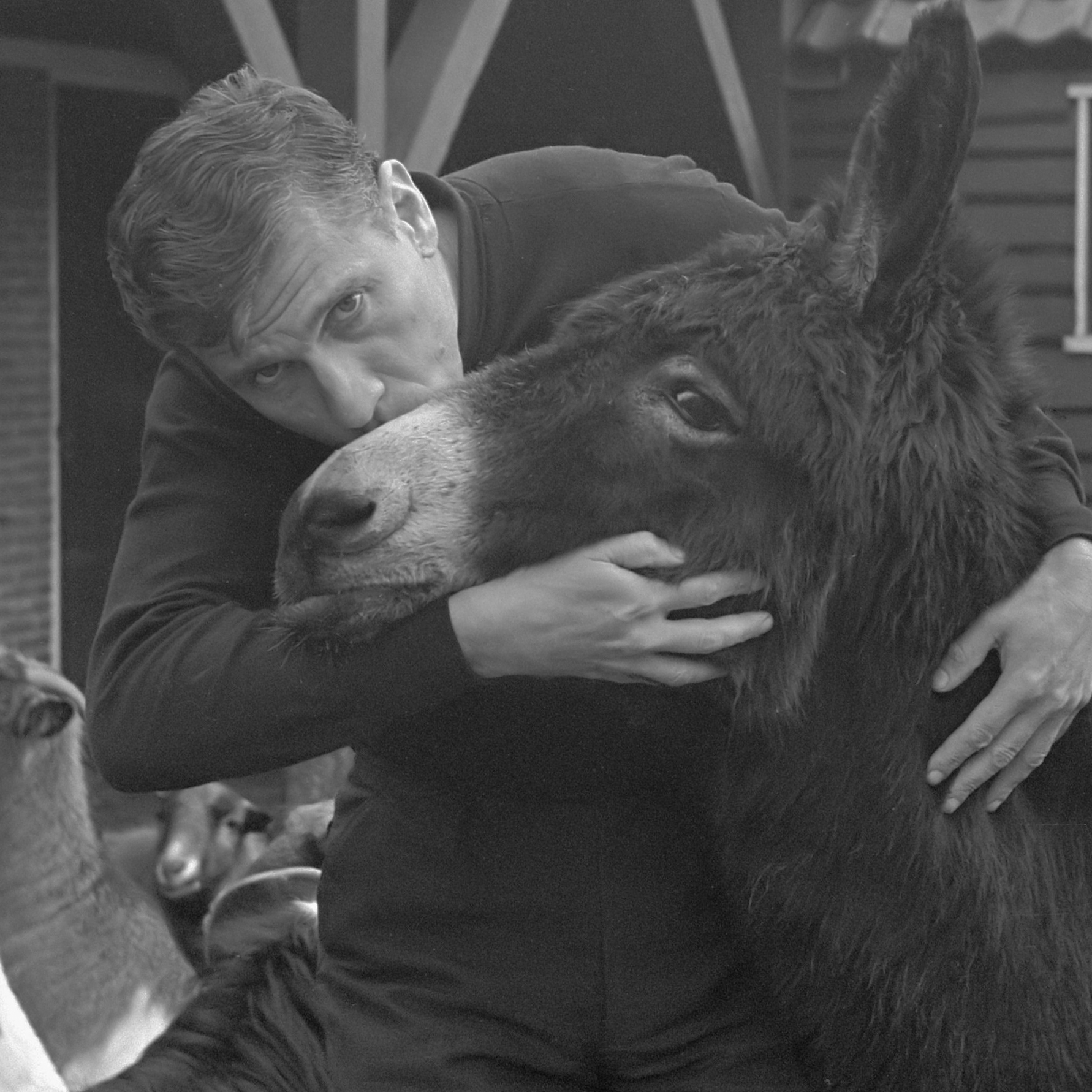
Reve kust een ezel

Persoon en werk van Reve hebben regelmatig aanleiding gegeven tot grotere en kleinere rellen. Zo moest de auteur in 1966 (het jaar van zijn toetreding tot de Rooms-Katholieke Kerk) voor de rechtbank in Amsterdam verschijnen na een aanklacht wegens godslastering, zoals strafbaar gesteld in art. 147 Sr. De tegen hem ingestelde strafvervolging had betrekking op een door gelovigen als onthutsend en aanstootgevend ervaren passage in Nader tot U, waarin Reve beschrijft hoe hij gemeenschap heeft met een als ezel geïncarneerde God. Hiermee borduurde hij voort op het gedicht Paradijs dat eind 1965 was verschenen als een van Zeven geestelijke liederen in het literair tijdschrift Tirade: "God was een Ezel en hield veel van mij".
In de allereerste aflevering van "Dialoog, tijdschrift voor homofilie en maatschappij" had van het Reve een 'Brief aan mijn Bank' opgenomen. Daarin vertelde de schrijver hoe hij zich de Wederkomst voorstelde:
Als God zich opnieuw in Levende Stof gevangen geeft, zal hij als ezel terugkeren, hoogstens in staat een paar lettergrepen te formuleren, miskend en verguisd en geranseld, maar ik zal hem begrijpen en meteen met hem naar bed gaan, maar ik doe zwachtels om zijn hoefjes, zodat ik niet te veel schrammetjes krijg, als hij spartelt bij het klaarkomen.
Op 22 februari 1966 stelde SGP-parlementariër ir. C.N. van Dis Kamervragen (aan de ministers van justitie en van cultuur, recreatie en maatschappelijk werk) over deze uitlatingen en drong aan op vervolging op grond van artikel 147 van het Wetboek van Strafrecht. De ministers antwoordden dat het Amsterdamse parket inderdaad vervolging zou instellen. Van het Reve had daar overigens zelf op aangedrongen. Het proces begon in oktober 1966. De officier van justitie betrok in zijn dagvaarding ook een nauw verwante passage uit de inmiddels verschenen bundel Nader tot U. Daarin had Van het Reve namelijk geschreven:
En God Zelf zou bij mij langs komen in de gedaante van een eenjarige, muisgrijze ezel en voor de deur staan en aanbellen en zeggen: „Gerard, dat boek van je – weet je dat ik bij sommige stukken gehuild heb?” „Mijn Heer en mijn God! Geloofd weze Uw Naam tot in alle Eeuwigheid! Ik houd zo verschrikkelijk veel van U”, zou ik proberen te zeggen, maar halverwege zou ik al in janken uitbarsten, en Hem beginnen te kussen en naar binnen trekken, en na een geweldige klauterpartij om de trap naar het slaapkamertje op te komen, zou ik Hem drie keer achter elkaar langdurig in Zijn Geheime Opening bezitten, en daarna een present-eksemplaar geven, niet gebrocheerd, maar gebonden – niet dat gierige en benauwde – met de opdracht: „Voor De Oneindige. Zonder Woorden”.
Op 3 november 1966 werd Reve in eerste aanleg door de Rechtbank te Amsterdam ontslagen van rechtsvervolging. 17 oktober 1967 werd de zaak in hoger beroep behandeld. Op 31 oktober 1967 werd Van het Reve door het Gerechtshof Amsterdam vrijgesproken.
Uiteindelijk werd Reve op 2 april 1968 ook door de Hoge Raad vrijgesproken. De rechtbank had reeds geoordeeld dat de passages weliswaar godslasterlijk waren, maar geen smalend karakter hadden. Hij was door het Gerechtshof vrijgesproken, nadat hij zelf zijn verdediging had gevoerd waarin hij had gesteld dat de wet een onzinnig onderscheid maakte, niet slechts tussen christelijke en niet-christelijke religies maar, zelfs binnen de christelijke, tussen protestants-christelijk en rooms-katholiek wat betreft het lasteren van personen die als god worden vereerd, en het uitschelden van bijvoorbeeld Maria, Boeddha of Krishna, die immers niet als goden werden beschouwd; een oordeel dat op 2 april 1968 in cassatie werd bevestigd. Kort nadat de Hoge Raad dit arrest had gewezen, publiceerde Jan Fekkes, journalist van dagblad Het Vrije Volk, een documentaire over het gehele proces, De God van je tante - ofwel het Ezelproces van Gerard Cornelis van het Reve.

#### P.C. Hooft-prijs
Kort daarop – in augustus 1969 – werd hem de P.C. Hooft-prijs toegekend. Reve baarde opzien door bij de uitreiking van de prijs minister Marga Klompé, die hem de prijs overhandigde, te kussen. In die tijd was een dergelijke omgang met bewindspersonen niet heel gebruikelijk, al kuste Marga Klompé enkele jaren daarvoor Anton van Duinkerken ook al bij de uitreiking van de P.C. Hooft-prijs 1966. Tot enig rumoer leidde de weigering van de CPNB (Stichting Collectieve Propaganda van het Nederlandse Boek; de organisator van de Boekenweek) om het door Reve als Boekenweekgeschenk geschreven De vierde man te accepteren.
Racisme - satire of gemeend?
Brief aan Simon Carmiggelt, in De taal der liefde, 1972: ‘Nu moeten we nog van die Surinaamse en Curaçaose & Antilliaanse troep af. Ik ben er erg voor, dat die prachtvolken zo gauw mogelijk geheel onafhankelijk worden, en ons niks meer kosten, zodat we ze allemaal met een zak vol spiegeltjes en kralen op de tjoeki tjoeki stoomboot kunnen zetten, enkele reis Takki Takki Oerwoud, meneer!’.
De Nacht van de Poëzie, Kortijk 1975.
Hij kwam het podium op in een zwart overhemd, met een zilveren kruis om de borst. Reve begon met het verhaal dat hij zijn geloof had willen afzweren, maar dat een goddelijke brief uit Rome hem daarvan gelukkig tijdig had weten te weerhouden. Daarna kwam het gedicht: << Onze kassiers op de wegen beroofd - Aan ouden van dagen op klaarlichte dag - Hun beursje met spaargeld ontrukt - Onze roomblanke dochters onteerd - Waarheen mijn vaderland - O Nederland ontwaak - Gooi al dat zwarte tuig eruit - Ons land voor ons - Op naar de Blanke Macht!>> Voor de gelegenheid hing hij naast het kruis nog een paar andere zilveren symbolen om: hamer en sikkel, ‘ban-de-bom-teken’ en een hakenkruis. Om het geheel af te maken droeg hij één witte bokshandschoen. Met luide stem declameerde hij ‘Voor eigen erf’. Bij de slotzin: ‘Op naar de Blanke Macht!’ stak hij zijn witte gebalde vuist hoog in de lucht.
Met een ingezonden brief in het Parool noemde Reve zijn gedicht een in ‘primitieve, vermoedelijk in al te vulgaire bewoordingen gestelde alarmkreet’. ‘Ik bedoel niet letterlijk wat in het gedicht staat, want ik ben geen racist en de neger heeft mijns inziens recht op een plaats onder de zon gelijkwaardig aan die van de blanke. Ik heb echter door dit brute middel bij miljoenen gehoor gevonden voor mijn betoog, volgens hetwelk de immigratiepolitiek van de Nederlandse regering, die massaal mensen binnenlaat, voor wie er in Nederland geen werk, geen woonruimte en geen toekomst is, en slechts verpaupering en criminaliteit in het verschiet liggen, tot een ramp zal moeten voeren.’
Reve toonde zich regelmatig een voorstander van de Apartheid. Zo zei hij in juni 1984: ‘Ik geloof dat apartheid niet gegrond is op racisme, maar op christelijke ethiek.’ Door dit soort uitspraken kwam hij op de zwarte lijst te staan van de anti-apartheidslobby. Nog in 1994 zei Reve in een interview voor de Groene Amsterdammer: ‘Negers en blanken dienen elk hun eigen, van elkaar onafhankelijke staat te hebben.’ En vervolgens, dat hij zich er wel voor schaamde, maar dat hij toch vond dat negers ‘erfelijk minder begaafd’ zijn dan blanken.

#### Prijs der Nederlandse Letteren
In 2001 ontstond opnieuw rumoer, nu omdat koning Albert weigerde de Prijs der Nederlandse Letteren uit te reiken aan Reve, omdat diens levenspartner Joop Schafthuizen werd verdacht van kindermisbruik en het bezit van kinderporno. De prijs werd uiteindelijk door een ambtenaar van de Nederlandse Taalunie uitgereikt.

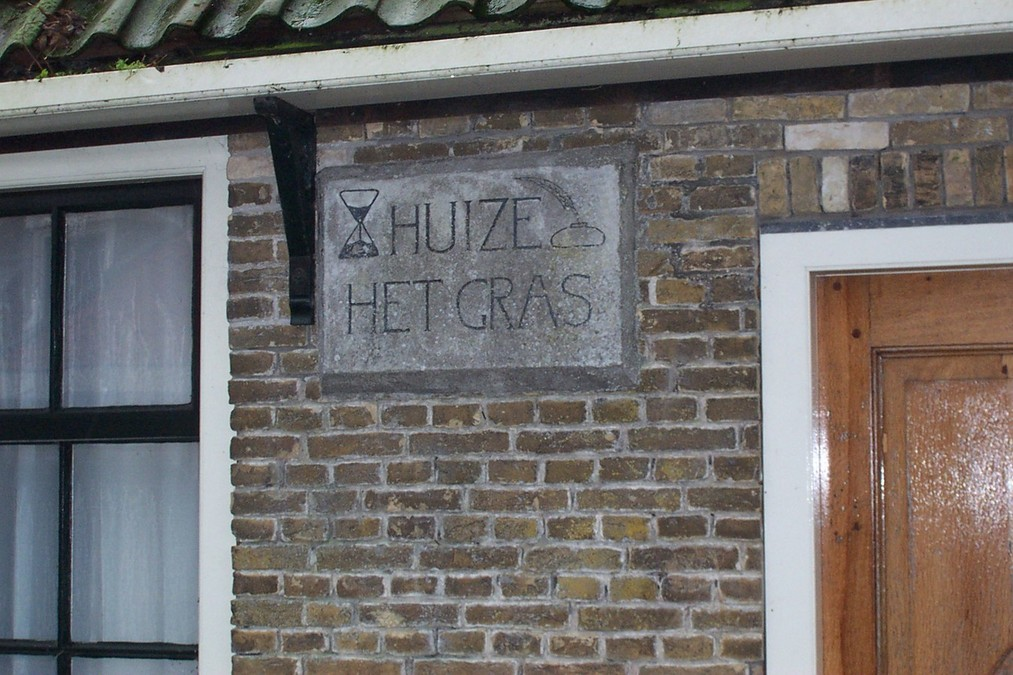
'Huize Het Gras', waar Reve van 1964 tot 1971 woonde

### Omgang met Simon Carmiggelt (1971-1975)
In 1971 kwam een correspondentie op gang met cursiefjesschrijver Simon Carmiggelt, waarin de omgang met alcohol een prominent onderwerp is. De meeste brieven dateren uit de jaren 1971-1972, daarna was de sjeu eraf, al smeulde de briefwisseling nog tot 1975 voort. Carmiggelt wees het plan van de Vara om samen met Reve in een televisieprogramma op te treden af, omdat hij niet van tevoren wist hoe zijn stemming zou zijn. De briefwisseling kent ook een collegiaal aspect dat Reve zijn kunstbroeder Carmiggelt voorzag van enkele anekdotes die geschikt waren voor Kronkel (Carmiggelts pseudoniem in dagblad Het Parool) en Carmiggelt andersom Reve enkele bruikbare adviezen gaf bij het lezen van de eerste versie van diens Een Circusjongen. Bovendien adviseerde Reve hem om minder dwangmatig aan de pointe vast te houden, waartoe Carmiggelt vanaf 1973 inderdaad overging. Andersom raadde Carmiggelt Reve aan om afschriften van zijn brieven te bewaren, want "[e]r staan in die brieven prachtige zinnen, die je niet moet laten wegdwarrelen" en die Reve tot steun zouden kunnen zijn bij het scheppen. Reve zou er echter toe overgaan om de brieven zelf uit te geven, eerst als onderdeel van romans en later als Brieven aan Simon C. (1982; editie met Carmiggelts achternaam voluit 1988); daarop publiceerde Carmiggelt een aanvankelijke selectie van zijn brieven aan Reve in Mooi kado uit 1979. In november 1975 werd een gesprek tussen Reve en Carmiggelt afgedrukt in het nieuwe culturele tijdschrift Hollands Diep. Reves aandeel in de briefwisseling telt bijna driehonderd bladzijden, dat van Carmiggelt nog steeds beneden de veertig in de herziene en sterk uitgebreide editie van Met de neus in de boeken, de uitgebreide en herziene editie van Mooi kado. Daarin sloot Carmiggelt zijn inleiding af met een interviewcitaat van Reve uit 1983: '"Hij [Carmiggelt] heeft me nog nooit een brief geschreven waar iets in stond." Zware kost is het dus niet', liet Carmiggelt er onverstoorbaar op volgen.
Reve verbrak de vriendschap met Carmiggelt, omdat die het ermee eens was dat de fiscus Reve net zo belastte als ieder ander die ook naar Frankrijk verhuisde. Uit protest stuurde Reve een felle reactie naar Het Parool, die niet werd geplaatst. Om deze reden weigerde Reve in 1977 in te gaan op een verzoek van dagblad De tijd om over Carmiggelt te schrijven ter gelegenheid van de toekenning van de P.C. Hooft-prijs: '[Reve] liet weten dat Carmiggelt de prijs verdiende, maar dat hij zich niet meer met hem bemoeide omdat Carmiggelt zich eens had verklaard met de belastingmaatregelen die tegen Reve genomen waren toen hij naar Frankrijk verhuisde.'

### Waardering
Reve wordt gerekend tot de Grote Drie van de Nederlandse naoorlogse literatuur. Het werk leidde nogal eens tot discussies. De waardering in de literaire kritiek heeft golfbewegingen gekend, waarbij De avonden, Nader tot U, De taal der liefde, Oud en eenzaam, Moeder en zoon en Bezorgde ouders (over een schrijver die aan de vooravond van Kerstmis gekweld wordt door angsten en homo-erotische fantasieën) tot de hoogtepunten worden gerekend, evenals de brievenboeken Brieven aan Wimie 1959-1963 en Brieven aan Josine M. 1959-1975.
Tot de dieptepunten worden onder andere de romans Een circusjongen en Wolf en het brievenboek Brieven aan Bernard S. gerekend. In een nawoord bij een herdruk van Werther Nieland in 1970, schreef Reve dat hij er na voltooiing in 1949 slechts een "heel geringe dunk" van had. Sindsdien werd de novelle hem echter steeds dierbaarder en beschouwde hij het "thans als een misschien nooit door mij te overtreffen hoogtepunt in mijn werk".

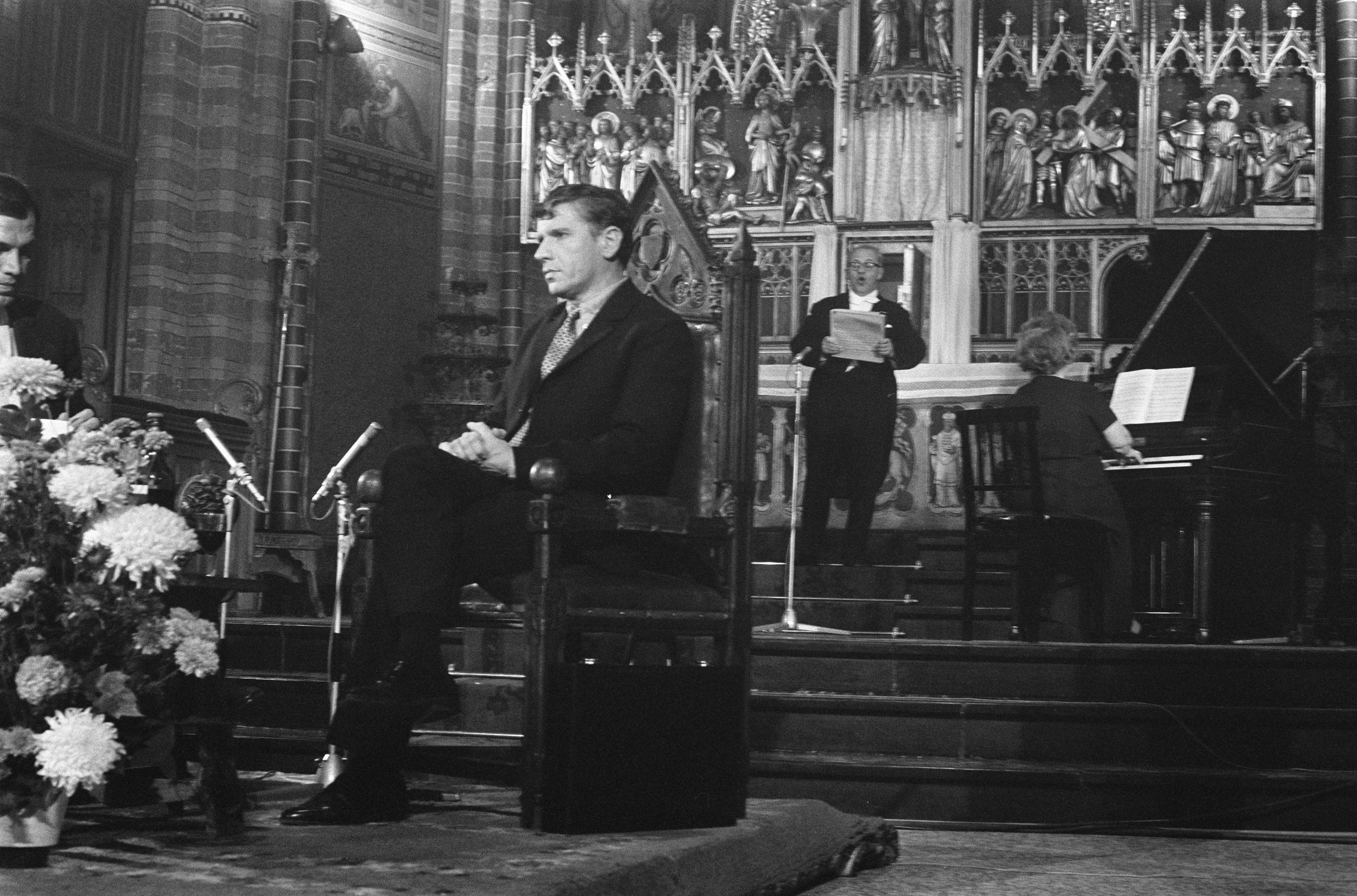
Reve in de Kerk van het Allerheiligst Hart van Jezus (1969, na de uitreiking van de P.C. Hooft-prijs)

In de talloze studies en artikelen die over Reve geschreven zijn, werd de auteur bij de meest uiteenlopende literaire stromingen ingedeeld. Op grond van zijn eerste werken werd hij wel getypeerd als naturalist en nihilist, op grond van later verschenen werken ook wel als romanticus met mystieke en decadente trekjes. Zelf noemt Reve zich in zijn God & de Kunst, Toespraak in het Muiderslot (uitgesproken bij de uitreiking van de P.C. Hooft-prijs 1968 en gepubliceerd in Vier Pleidooien) een 'romantisch-decadent prozaschrijver en dichter', een typering die hij overgenomen had van zijn toenmalig levenspartner Willem Bruno van Albada.
Het rumoer ten spijt is Reve wel degelijk officiële erkenning ten deel gevallen. In 1974 werd hij benoemd tot Ridder in de Orde van Oranje-Nassau waarna in 1993, op zijn zeventigste verjaardag, een bevordering volgde tot Officier in de Orde van Oranje-Nassau. Ter gelegenheid van zijn zeventigste verjaardag werd tevens een tentoonstelling over zijn leven en werk samengesteld die gedurende drie jaar in Nederlandse bibliotheken te zien was. In 1998, op zijn vijfenzeventigste verjaardag, werd hij benoemd tot Commandeur in de orde van de Nederlandse Leeuw.
Onder andere in Groningen, Haarlem, Leiden en Utrecht zijn straten naar Reve vernoemd.
In Leeuwarden ligt aan de voet van stadssymbool de Oldehove een poëzietableau in het plaveisel van het Oldehoofsterkerkhof. Het aldus vereeuwigde gedicht heet 'Boetpsalm' en luidt: 'Vol alcohol, zwaarmoedigheid / en eerbied voor de Maagd, / woon ik in Friesland. / Niet mijn, Uw wil geschiede.' Het gedicht verwijst naar zijn Greonterper tijd waarin zijn roem als schrijver tot bloei kwam. Het poëzietableau maakt deel uit van Poëzieroute Leeuwarden met ruim 55 poëzietableaus van hardsteen met gedichten van vooraanstaande dichters.

### Motieven
'Revistische' seksfantasieën (over 'schone jongens' die niet zelden pijn moeten lijden) en religie (waarbij met name de verering voor Maria – 'De koningin der levenden' en de 'Moeder van de dood' – een belangrijke rol speelt) worden de bepalende thema's in de romans en brieven die in de jaren zeventig verschijnen: De taal der liefde, Lieve jongens en Ik had hem lief. De kale zakelijke manier van schrijven uit het vroege werk is in deze boeken vervangen door een stijl vol tegenstellingen: pathetisch en plechtig, tegenover triviaal, plat en spottend. De 'droomjongen', of de 'meedogenloze jongen' waarvan in Reves werk zo vaak sprake is, keert ook terug in later werk zoals De stille vriend (1984).

## Biografisch
Reve heeft al vroeg autobiografisch werk het licht doen zien, vaak gelardeerd met de nodige mystificatie. Ook zijn vele brievenboeken vertellen uiteraard veel over de schrijver zelf. Vanaf de tweede helft van de jaren zestig verschenen er steeds meer aan Reve gewijde artikelen en boeken. Het eerste was samengesteld door de gereformeerde internist en medisch-ethicus G.A. Lindeboom en kwam voort uit de verontwaardiging over de in zijn ogen heiligschennende uitspraken over God: God en ezel. Van het Reve's ezelgod in het oordeel van enige gereformeerde theologen. Een protest (1967). In De God van je tante, ofwel Het Ezel-proces van Gerard Kornelis van het Reve. Een documentaire (1968), samengesteld door Jan Fekkes, wordt de affaire van de andere kant belicht.
Daarna verschenen met regelmaat boeken over Reve, zoals Kort Revier van Klaus Beekman (1973), Gerard Reve van Mia Meijer (1978), Hoei Boei! van Paul Witteman (1980), Tussen chaos en orde van Sjaak Hubregtse. Literatuurwetenschappers publiceerden secundaire literatuur over afzonderlijke werken van Reve. Ook werden collecties van zijn artikelen en interviews gepubliceerd, terwijl in 1980 de verzamelingen brieven aan verschillende correspondenten begonnen te verschijnen. De Index Revianus Electronicus, opgesteld door Vincent Hunink, geeft een chronologisch geordend overzicht van alle in druk verschenen brieven. In 2006 verscheen de documentaire Reve in Fryslân: 'Een huisje in Friesland' Een drieluik over het leven van Gerard Reve tussen 1964 tot 1971 in Greonterp, geproduceerd door Omrop Fryslân en Fryslân DOK. 
In oktober 2009 verscheen voor het eerst een serieuze biografie van de hand van Nop Maas, althans het eerste, 760 pagina's tellende deel over Reves vroege jaren 1923-1962. Deel 2, De "rampjaren" 1962-1975, dat 856 pagina's telt, verscheen in maart 2010. De verschijning van deel 3 moest worden uitgesteld, omdat Joop Schafthuizen weigerde toestemming te geven voor het gebruik van citaten uit ongepubliceerd werk. In strikte zin is het niet een complete biografie, omdat de samensteller vrijwel uitsluitend gebruik heeft gemaakt van geschreven bronnen en zeer weinig getuigen heeft gesproken. Dit is met name van belang, omdat 95% van alle geschreven bronnen in de eerste twee delen, afkomstig zijn van Reve. Deel 3, De late jaren 1975-2006, verscheen uiteindelijk in oktober 2012.

## Prijzen

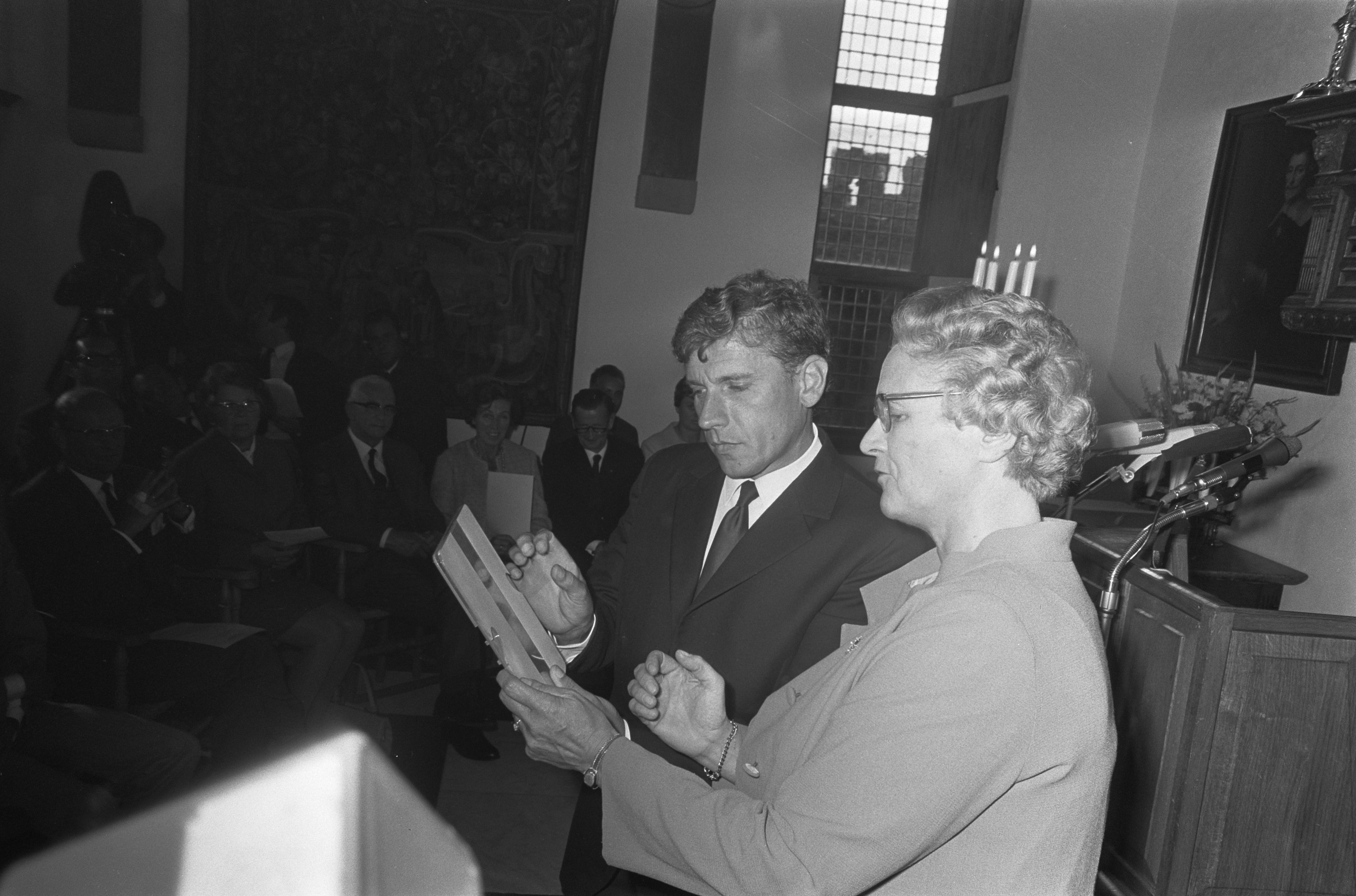
P.C. Hooftprijs 1968, met Marga Klompé

- 1947 - Reina Prinsen Geerligsprijs voor De avonden
- 1960 - Mr. H.G. van der Vies-prijs voor Het Moorlandshuis
- 1963 - Prozaprijs van de gemeente Amsterdam voor Tien vrolijke verhalen
- 1966 - Prozaprijs van de gemeente Amsterdam voor Op weg naar het einde
- 1968 - P.C. Hooft-prijs voor proza
- 2001 - Prijs der Nederlandse Letteren

## Museum en erfenis
Op 14 december 2006 onthulde Schafthuizen het Gedenkteken Gerard Reve in Amsterdam-West. Eind oktober 2007 opende Joop Schafthuizen het gratis toegankelijke Amsterdamse Gerard Reve Museum dat via tijdelijke tentoonstellingen licht werpt op het leven en werk van de overleden schrijver. Het museum is gehuisvest in de hoofdvestiging van de Openbare Bibliotheek in Amsterdam, op het Oosterdokseiland en toont proefdrukken, foto's en affiches van 's schrijvers boeken. Verder zijn er persoonlijke zaken van de schrijver te zien zoals de kroontjespen waarmee hij altijd schreef en zijn leesbril. Een vitrine toont relikwieën, zoals plukjes haar en een verstandskies door de schrijver van een certificaat van echtheid voorzien. De collectie is grotendeels bijeengebracht door 'algemeen apostel' Peter van Bergen, een jarenlange vertrouweling van Reve.
Begin 2011 kondigde Schafthuizen aan dat de manuscripten en brieven van Reve die nog in zijn bezit zijn geveild zullen worden, waarbij de opbrengst ten goede moet komen aan blinde kinderen. Er zal ook ongepubliceerd werk aangeboden worden, zoals schoolopstellen.
Mei 2011 hebben de erven Gerard Reve honderden foto's waarop Reve staat afgebeeld geschonken aan het Rijksmuseum Amsterdam. In 2013 is over de foto's van Reve een boek verschenen van de hand van Hinde Haest: Between Ad and Allegory: Marketing Portraits of Gerard Reve. In 2016 kreeg Amsterdam brug 403 een nieuwe naam Gerard Revebrug.

## Verfilmingen
- 1980 - Lieve jongens - Paul de Lussanet
- 1983 - De vierde man - Paul Verhoeven
- 1989 - De avonden  - Rudolf van den Berg

### 1940-1966
- Terugkeer (1940; poëzie)
- De avonden (1947; roman)
- Werther Nieland (1949; novelle)
- De ondergang van de familie Boslowits (1950; novelle)
- Melancholia (1951; novelle, gepubliceerd in Podium)
- The Acrobat and Other Stories (1956; verhalen)
- Moorlandshuis (1960; toneel, nooit gepubliceerd of opgevoerd)
- Tien vrolijke verhalen (1961; verhalen)
- Commissaris Fennedy (1962; toneel)
- Vier Wintervertellingen (1963; verhalen)
- Op weg naar het einde (1963; reisbrieven)
- Zes Gedichten (1965; poëzie)
- Gezicht op Kerstmis en andere geestelijke liederen (1965)

### 1966-1980
- Nader tot U (1966; brieven, gedichten)
- Veertien etsen van Frans Lodewijk Pannekoek voor arbeiders verklaard (1967)
- A Prison Song in Prose (1968)
- Uit de Kunst. Brieven aan Simon Carmiggelt. (1970; brieven)
- Vier Pleidooien (1971; toespraken)
- De Taal der Liefde (1972; roman)
- Onze Vrienden (1972)
- Credo (1973)
- Lieve Jongens (1973; roman)
- Lekker Kerstbrood (1973)
- Het Zingend Hart (1973)
- Het Lieve Leven (1974; brieven)
- Rietsuiker (1974)
- Een Circusjongen (1975; roman)
- Ik had hem lief (1975; brieven)
- Brieven aan kandidaat-katholiek A. (1976; brieven)
- Drie toespraken (1976; toespraken)
- Oud en Eenzaam (1978; roman)
- Een eigen huis (1979; verhalen, gedichten, toespraken)
- Scheppend Kunstenaar (1979)

### Na 1980
- Moeder en Zoon (1980; roman)
- Brieven aan Wimie (1980; brieven)
- De vierde man (1981; roman)
- Drie woorden (1981)
- Brieven aan Josine M., 1959-1975 (1981; brieven)
- Brieven aan Bernard S. (1981; brieven)
- Brieven aan Simon C. (1982; brieven)
- Zeergeleerde Vrouwe (1982; brieven)
- Album Gerard Reve (1983; fotobiografie)
- Wolf (1983; roman)
- Brieven aan Wim B. (1983; brieven)
- Brieven aan Frans P. (1984; brieven)
- De stille vriend (1984; novelle)
- Schoon schip, 1945-1984 (1984; verhalen, gedichten, artikelen)
- Brieven aan geschoolde arbeiders (1985; brieven)
- Roomse heisa (1985; essays)
- Brieven aan Ludo P., 1962-1980 (1986; brieven)
- Klein gebrek geen bezwaar. Een keuze uit zijn brieven. (1986; brieven)
- Verzamelde Gedichten (1987; poëzie)
- Het geheim van Louis Couperus (1987, rede)
- Zelf schrijver worden (1987; toespraken)
- Bezorgde Ouders (1988; roman)
- Brieven aan mijn lijfarts (1991, brieven aan Jan Groothuyse)
- Ik had hem lief (1992; roman)
- Brieven van een aardappeleter (1993, brieven)
- Op zoek (1995; novelle)[37]
- Zondagmorgen zonder Zorgen (1995, korte stukken en brieven)
- Het Boek Van Violet En Dood (1996, roman)
- Ik bak ze bruiner (1996; sprookjes, met tekeningen van Theo van den Boogaard)
- Brieven aan Matroos Vosch, 1975-1992 (1997, brieven)
- Thom Hoffman: 23 Brieven aan Frits van Egters over het maken van De avonden. & Gerard Reve: 7 Brieven aan Thom Hoffman (1997; brieven)
- Met niks begonnen. Correspondentie met Willem Nijholt (1997; brieven)
- Het hijgend hert (1998; roman)
- Gezicht op Kerstmis en andere geestelijke liederen (1998)
- Zalig Pasen (2001)
- Brieven aan Bram P. (2003, brieven)
- Gerard Reve - Geert van Oorschot. Briefwisseling 1951-1987 (2005, brieven)
- Moedig Voorwaarts - Brieven aan Bert en Netty de Groot 1974-1997 (2007, brieven)
- Verscheur deze brief. Ik vertel veel te veel - Correspondentie met Willem Frederik Hermans 1948-1987 (2007, brieven)
- Zeer Fijne Boy. Brieven aan Jef R. 1986-1997 (2022, brieven)

### Engelstalig toneelwerk vertaald door Reve
- Jack Gelber, De Appel (1962) = The Apple
- Edward Albee, De droom van Amerika (1963) = The American Dream
- Edward Albee, Wie is (er) bang voor Virginia Woolf? (1964) = Who's Afraid of Virginia Woolf?
- Brendan Behan, De man van morgen (1965) = The Quare Fellow
- Harold Pinter, Het verjaardagsfeest (1967) = The Birthday Party

### Vertaald werk

#### Engels
Alle vertalingen door Sam Garrett, behalve die van Bezorgde Ouders, vertaald door Richard Huijing.
- Parents Worry (van Bezorgde Ouders), Fourth Estate, Notting Hill, 1990
- Childhood - Two Novellas (van Werther Nieland en De ondergang van de Familie Boslowits), Puskin Press, London, 2016.
- The Evenings (van De avonden), Pushkin Press, London, 2019.

#### Duits
Alle vertalingen door Jürgen Hillner:
- Näher zu dir. Roman. Merlin-Verlag, Hamburg, 1970.
- Die Abende. Eine Wintergeschichte. Merlin, Gifkendorf, 1988. ISBN 3-87536-184-9
- Der Untergang der Familie Boslowitsch. In: Frans Carel de Rover (Hrsg.): Die Niederlande erzählen. 15 Erzählungen (= Fischer 11411). Fischer-Taschenbuch-Verlag, Frankfurt am Main, 1993. ISBN 3-596-11411-X
- Der vierte Mann. Roman. (Bibliothek Suhrkamp 1132). Suhrkamp, Frankfurt am Main, 1993. ISBN 3-518-22132-9

#### Frans
- Mère et fils. Roman, trad. du néerlandais par Marie Hooghe. Paris, Phébus, 2005. ISBN 2-7529-0106-2
- Le quatrième homme. Roman, trad. du néerlandais par Marnix Vincent. Gallimard. Paris, 1995. ISBN 2-07-073810-8
- Parents soucieux, trad. du néerlandais par Marnix Vincent. Paris, Le Promeneur, 1995. ISBN 2-07-073288-6
- Les soirs. Un récit d'hiver, trad. du néerlandais par Maddy Buysse. Paris, Gallimard, 1947.

## Secundaire literatuur
- Nop Maas, Gerard Reve – Kroniek van een schuldig leven, Uitgeverij G.A. van Oorschot, Amsterdam

1. De vroege jaren 1923-1962, 768 pag., 2009.
2. De ‘rampjaren’ 1962-1975, 865 pag., 2010.
3. De late jaren 1975-2006, 800 pag., 2012.

- Jan Fekkes De God van je tante - ofwel het Ezelproces van Gerard Cornelis van het Reve (1968)
- Frans Peeters De vuisten van Gerard Reve, het gekwelde leven van een gewelddadige alcoholist (2007, isbn 9789080926042)